# Ptilotus ovatus
Ptilotus ovatus är en amarantväxtart som beskrevs av Horace Bénédict Alfred Moquin-Tandon. Ptilotus ovatus ingår i släktet Ptilotus och familjen amarantväxter. Inga underarter finns listade i Catalogue of Life.